# Bignac
Bignac ist eine Ortschaft und eine ehemalige französische Gemeinde mit 238 Einwohnern (Stand: 1. Januar 2019) im Département Charente in der Region Nouvelle-Aquitaine (vor 2016 Poitou-Charentes). Sie gehörte zum Arrondissement Cognac und zum Kanton Val de Nouère. Die Einwohner werden Bignacais genannt.
Mit Wirkung vom 1. Januar 2016 wurden die früheren Gemeinden Bignac und Genac zu einer Commune nouvelle namens Genac-Bignac zusammengelegt. Die ehemaligen Gemeinden verfügen in der neuen Gemeinde über den Status einer Commune déléguée. Der Verwaltungssitz befindet sich im Ort Genac.

## Geographie
Bignac liegt etwa 16 Kilometer nordnordwestlich von Angoulême am Fluss Charente, der die ehemalige Gemeinde im Osten begrenzte.

## Bevölkerungsentwicklung
| Jahr                       | 1962 | 1968 | 1975 | 1982 | 1990 | 1999 | 2006 | 2013 |
| -------------------------- | ---- | ---- | ---- | ---- | ---- | ---- | ---- | ---- |
| Einwohner                  | 153  | 155  | 160  | 178  | 168  | 198  | 219  | 224  |
| Quellen: Cassini und INSEE |      |      |      |      |      |      |      |      |

## Sehenswürdigkeiten

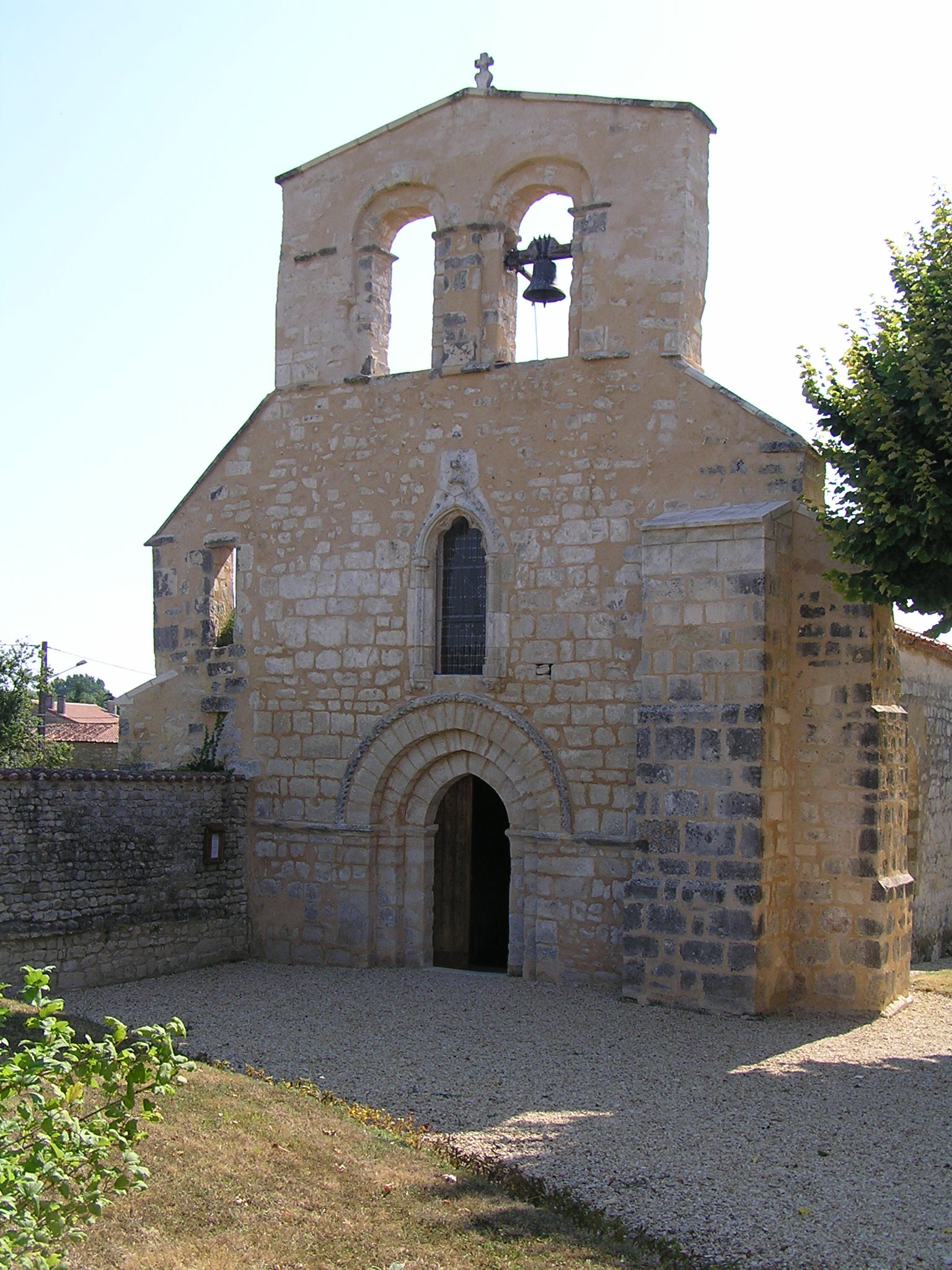
Kirche Saint-Martin

- Kirche Saint-Martin